# Histoire de Lorient
Vous lisez un « bon article » labellisé en 2011.
Pour un article plus général, voir Lorient.

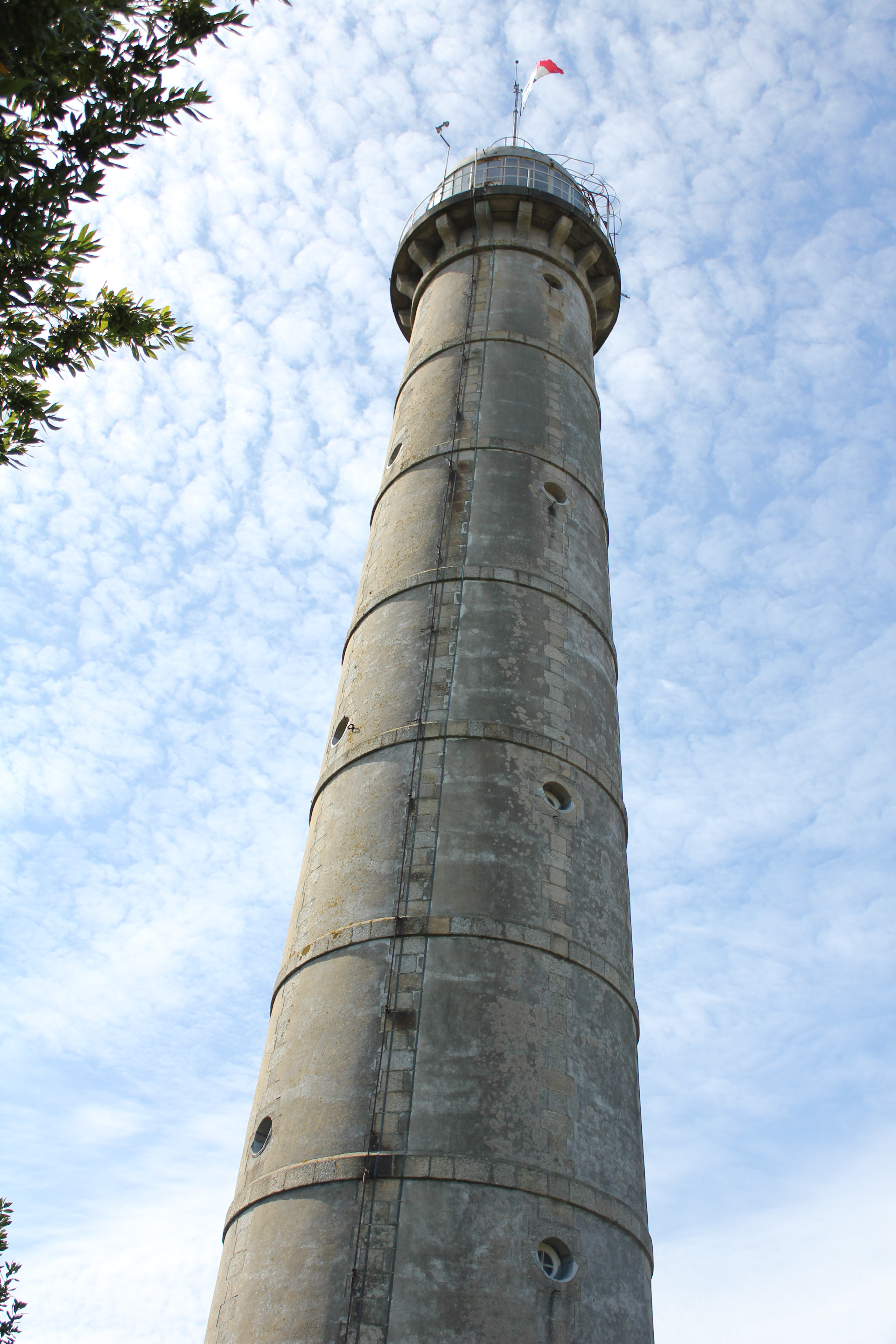
La tour de la Découverte dans l'enclos du port, datant de la Compagnie perpétuelle des Indes, et un des derniers vestiges de cette époque encore visibles.

L’histoire de Lorient commence avec la fondation de la ville en 1666 avec l'objectif de fournir une base à la Compagnie française des Indes orientales. Ce rôle est renforcé en 1675 lors de la guerre de Hollande lorsqu'il est décidé d'abandonner l'autre implantation de la compagnie, au Havre, au seul profit de Lorient. D'autres compagnies commerciales à monopole s'installent par la suite et utilisent le port et l'enclos qui l'entoure jusqu'à la fin de l'ancien régime, participant ainsi à fournir à la ville ses équipements ; le site devient ainsi la principale agglomération du sud de la Bretagne dès le milieu du XVIIIe siècle. À partir de 1688, le port est également utilisé par la Marine royale qui y fait construire ou armer ses navires.
Le poids politique de Lorient s'affirme à partir de la Révolution française, et la ville gagne un rôle administratif à partir du premier Empire. Les activités commerciales restent alors en retrait dans la première moitié du XIXe siècle en raison des conflits fréquents, mais les activités militaires gagnent en importance. Les arsenaux bénéficient alors des vagues de modernisation successives dues à la vapeur, puis aux constructions métalliques. À compter de la fin du XIXe siècle, le développement de la pêche apporte un nouveau pôle d'activité à la ville, qui se renforce par la création du port de pêche de Keroman au début des années 1920.
La ville connaît une époque marquante de son histoire pendant la Seconde Guerre mondiale. La presqu'île de Keroman est choisie par l'occupant pour héberger la plus grande base de sous-marins de l'époque, entraînant la destruction presque totale de la ville par les bombardements alliés entre janvier et février 1943. L'occupation de la ville dure jusqu'à la reddition de la poche de Lorient le 10 mai 1945. Commence alors une époque de reconstruction qui façonne un nouveau visage pour la ville, et qui s'étend jusqu'au début des années 1960.
L'histoire récente de la ville est marquée par une série de crises successives causées par la baisse d'activité du port de pêche de Keroman dans les années 1980 et 1990, et par la fermeture de la base sous-marine en 1997. La cité entame alors une phase de reconversion, marquée par un développement culturel porté par son festival interceltique, un développement universitaire porté par l'ouverture de l'université de Bretagne-Sud en 1995, et un développement économique s'appuyant sur les activités liées à la plaisance et aux courses nautiques au large.

## Avant la ville
Les traces les plus anciennes montrant une présence humaine dans la région datent du Néolithique et sont attestées par la découverte de haches polies dans le quartier de Kerolay.

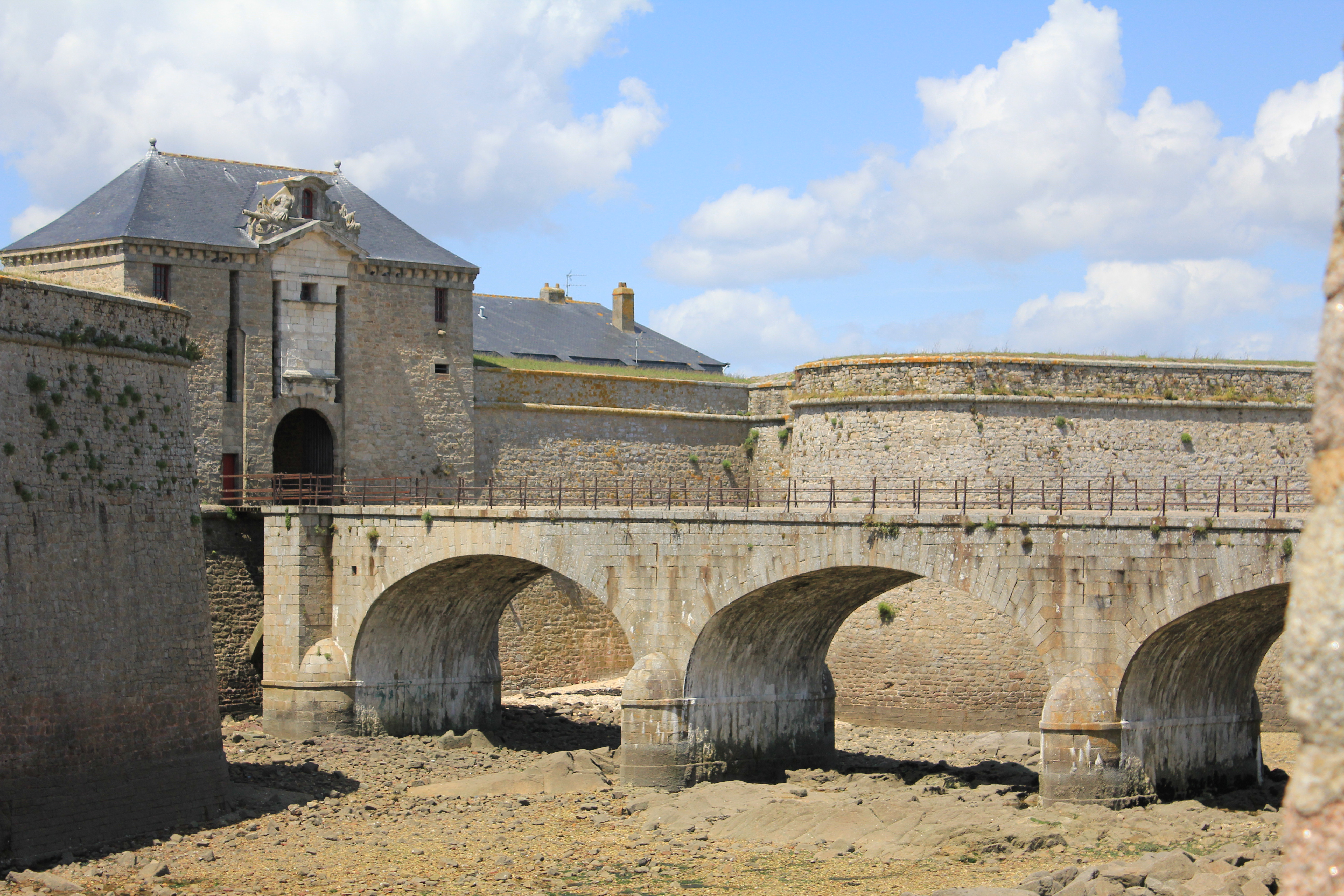
La citadelle de Port-Louis.

Au Moyen Âge, l'embouchure du Blavet devient une zone de frontières à partir du XIe siècle. Sa rive gauche appartient à la châtellenie de Nostang, terre ducale, puis royale, alors que sa rive droite, là où s'implantera Lorient, appartient au Kemenet-Héboé, longtemps possession des vicomtes de Rohan. Entre 1264 et 1278, la ville close d'Hennebont est fondée sur la rive gauche du Blavet et devient le siège de la châtellenie de Nostang.
À la fin du XVIe siècle, la ville de Port-Louis située à l'embouchure du Blavet commence à prendre une importance militaire puis commerciale à la suite des guerres de la Ligue, et une citadelle y est construite à partir de 1590 pour sécuriser l'entrée de la rade où s'écoule le Blavet. Les armateurs qui étaient jusqu'à cette époque à Hennebont délaissent la ville au profit de Port-Louis, et Hennebont commence à tourner ses activités vers l'arrière-pays.

## Époque moderne

### Création et premiers développements de la ville
La Compagnie française pour le commerce des Indes orientales est créée par Colbert en 1664, et vise à concurrencer la Compagnie néerlandaise des Indes orientales qui a alors un quasi-monopole pour le commerce vers l'océan Indien. Elle s'installe en octobre 1664 dans le port du Havre mais elle manque d'espace pour se développer et ce mouillage est en outre exposé aux agressions anglaises ou hollandaises. La compagnie achète alors à la fin de la même année des terrains à Bayonne. Des troubles éclatent dans la ville en 1665, les habitants étant opposés à cette implantation et la compagnie doit chercher un autre lieu pour s'implanter. La ville de Paimbœuf est envisagée, mais le gouverneur de Port-Louis, alors lieutenant général du roi en Bretagne, utilise toute son influence et Colbert ordonne aux directeurs de la Compagnie de s'implanter dans la rade bien protégée de Port-Louis.

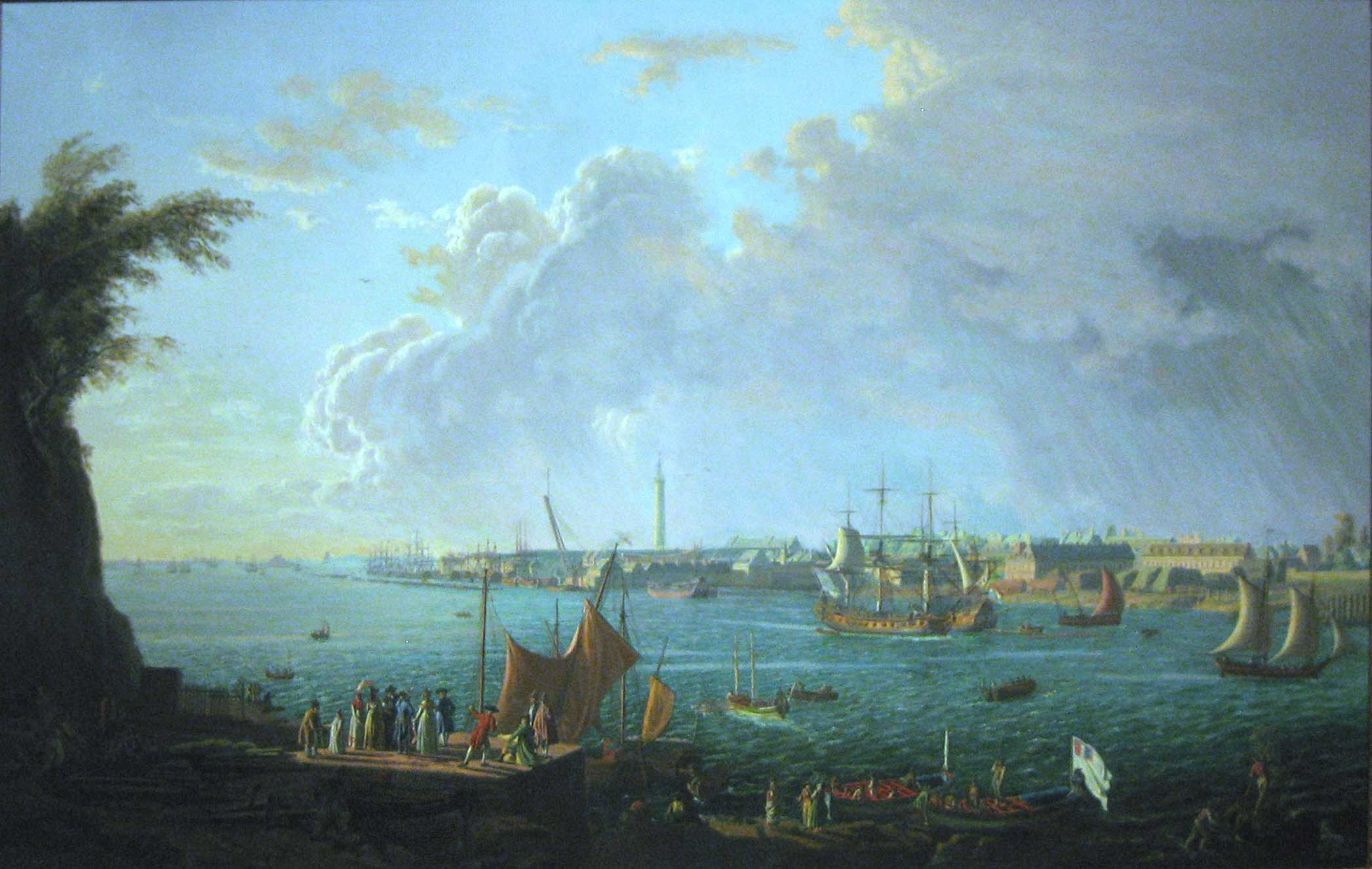
Le port de Lorient au XVIIIe siècle

La Compagnie reçoit, par une ordonnance de Louis XIV de juin 1666, des terres à Port-Louis, ainsi que de l'autre côté de la rade au lieu-dit du Faouédic. L'un des directeurs de celle-ci, Denis Langlois, y achète en août 1666 des terres au fond de la rade, au confluent du Scorff et du Blavet et y fait construire des cales. Dans un premier temps, le lieu fonctionne seulement comme annexe des installations de Port-Louis où se trouvent les bureaux et les magasins de la Compagnie. Au cours des années suivantes, l'implantation est plusieurs fois menacée d'abandon, mais, en pleine Guerre de Hollande, la Compagnie française des Indes orientales décide en 1675 d'abandonner sa base du Havre, trop exposée en temps de guerre, et d'y transférer ses infrastructures. Dans le domaine qui prend le nom de « l'Enclos », la compagnie construit alors une chapelle, des ateliers, des forges et des bureaux, et quitte définitivement les berges de Port-Louis.
La Marine royale s'implante également sur le site sous l'impulsion du Jean-Baptiste Colbert de Seignelay, fils de Colbert, qui a hérité de la charge de secrétaire d’État de la Marine de son père. Des corsaires venant de Saint-Malo y trouvent également refuge à la même époque. L'opération d'adaptation du port démarre en 1687. Le chantier est réquisitionné pour la Marine royale en 1688 lorsque la guerre de la Ligue d'Augsbourg éclate et, en 1690, les premiers navires de guerre y sont armés. La construction de plusieurs navires y est également assurée et, de 1690 à 1708, dix-huit bâtiments militaires sortent du chantier. Ces chantiers drainent entre 800 et 900 ouvriers, principalement des Provençaux, des Normands, des Basques ou des Nantais. La Compagnie des Indes doit également céder plusieurs structures à la Royale : le magasin général, la corderie et la voilerie sont cédés en 1689, ainsi qu'une partie des logements l'année suivante.
La ville se développe en dehors du périmètre de l'Enclos dans le respect d'un arrêt de 1700 qui oblige les populations à quitter les abords de celui-ci pour s'installer sur la grande lande du Faouédic. En 1709, la paroisse de Lorient est créée à partir de celle de Plœmeur. La ville compte alors en 1702 quelque 6 000 habitants, mais les activités de la Compagnie des Indes orientales comme celles de la Marine royale restent réduites et la ville commence à décliner.
Alfred Trescat est l'auteur en 1903 d'une superposition des plans de Lorient de 1903 et de 1703.

### Développements sous la Compagnie perpétuelle des Indes

#### Essor commercial
La ville connaît un nouvel essor lorsque John Law de Lauriston crée en 1719 la Compagnie perpétuelle des Indes en achetant plusieurs autres compagnies commerciales et qu'il choisit Lorient comme base pour ses opérations. La Marine royale est peu disposée à laisser les installations de l'Enclos à la nouvelle compagnie, mais le Conseil de marine ordonne à celle-là le 28 juin 1719 de libérer les lieux, ce qui est effectif à la fin de la même année.

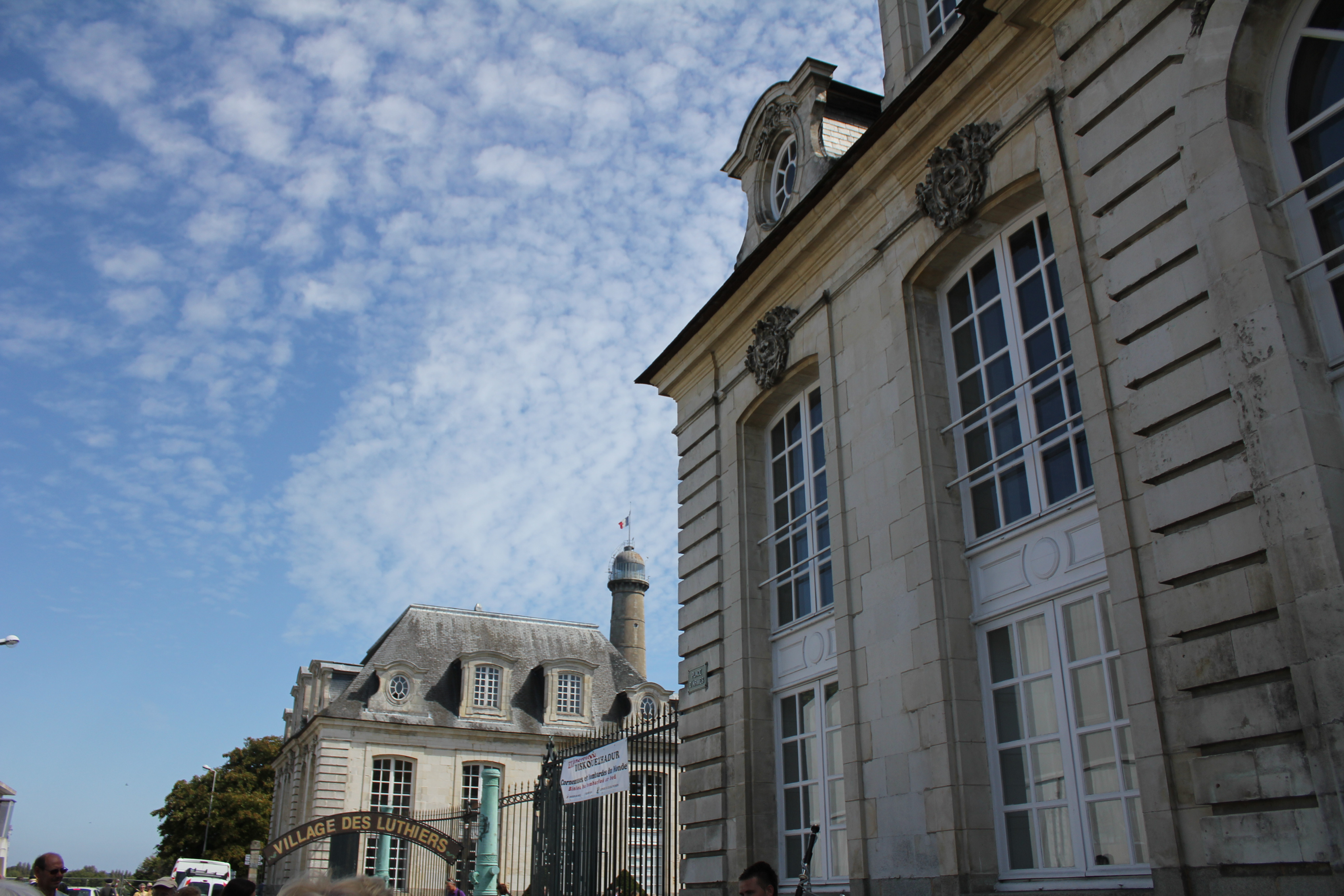
L'hôtel Gabriel est construit en 1732.

Malgré l'effondrement du système de Law en 1720, la ville connaît une nouvelle phase de développement. Par la ville transitent annuellement en moyenne 400 000 livres de poivre, 500 000 livres de thé, 1,5 à 2 millions de livres de café, 150 000 pièces de cotonnades et de mousselines et 150 000 pièces de porcelaines de Chine. C'est pendant cette période que la ville prend part au commerce triangulaire et que 156 navires y participent entre 1720 à 1790 en déportant quelque 43 000 esclaves. À l'époque où la traite nantaise marque le pas et où la Compagnie des Indes obtient « le privilège exclusif de faire le commerce de Guinée, ce qui comprend la traite négrière », Lorient s'affirme comme le premier port négrier français entre 1723 et 1725. En 1732, la Compagnie perpétuelle des Indes décide de transférer de Nantes à Lorient le siège de toutes ses ventes, et demande à l'architecte Jean-Charles Gabriel de construire de nouveaux bâtiments en pierre de taille pour accueillir ces activités et embellir l'espace de l'Enclos. Les ventes s'y réalisent à partir de 1734 et on y traite jusqu'à vingt-cinq millions de livres tournois. Le monopole de la Compagnie est cependant aboli avec la disparition de celle-ci en 1769 sous l'influence des physiocrates.

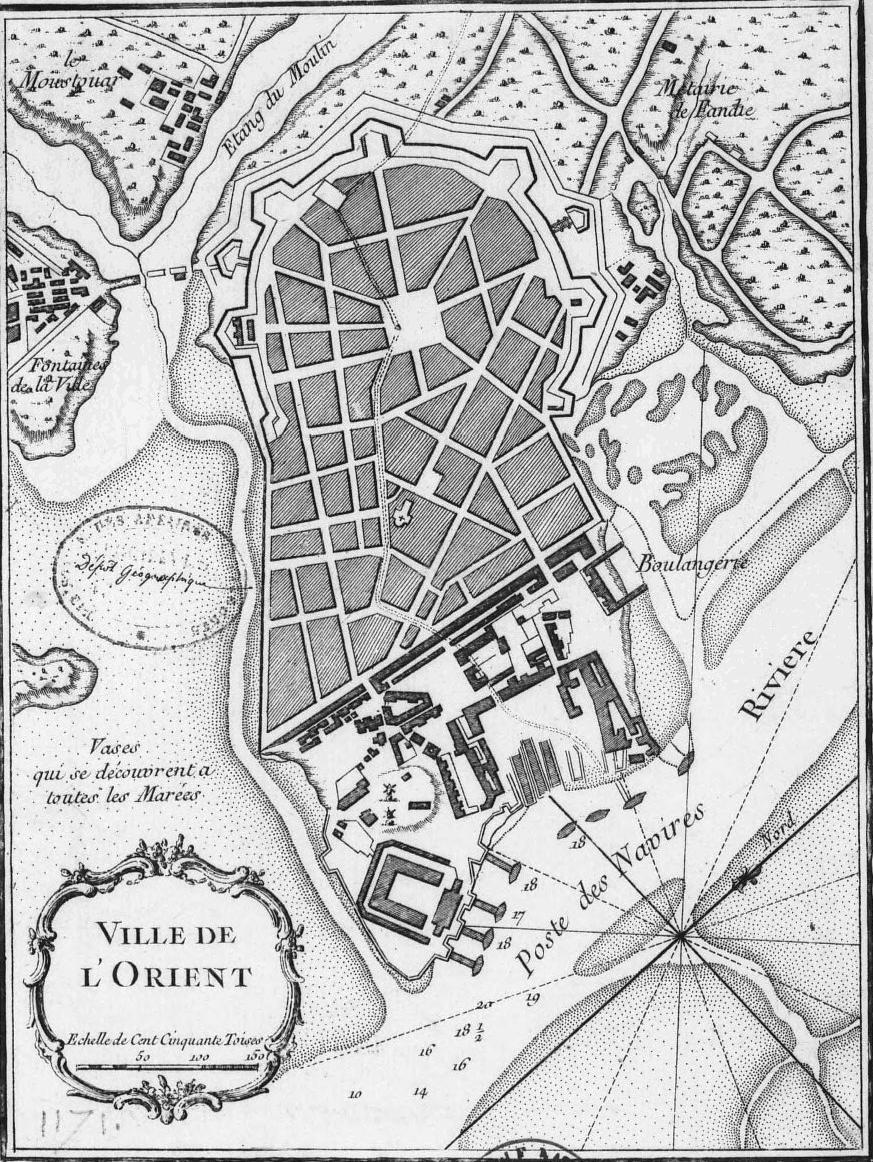
Carte de la ville et de ses fortifications en 1764.

Les capacités de construction navale augmentent avec la mise en chantier en 1728 d'une cale et un premier vaisseau de 600 tonneaux, le Philibert, en sort en 1730. À partir de 1732, trois navires en sortent chaque année, permettant un renouvellement total de la flotte de la compagnie en douze ans. En 1755, trois nouvelles cales sont ouvertes à Caudan sur l'autre rive du Scorff.

#### Structuration de la ville
La ville profite de la prospérité de la Compagnie. Elle compte 14 000 habitants en 1738 et 20 000 en incluant la population des faubourgs de Kerentrech, de Merville, de La Perrière, de Calvin et de Keryado. La population de la ville vient majoritairement de Bretagne. Le personnel navigant présent vient pour 42,8 % de la paroisse de Port-Louis et pour 25,1 % de celle de Saint-Malo. Quant aux officiers, ils sont issus pour 40 % de la paroisse de Saint-Malo et pour 28 % de celle de Port-Louis. Le reste de l'immigration provient pour 88 % des départements bretonnants du Morbihan, du Finistère et des Côtes-d'Armor, ce qui oblige la ville à prendre en compte à plusieurs reprises cet élément linguistique pour sa gestion,.
En 1735, de nouvelles rues tirées au cordeau sont tracées intra-muros. En 1738, la ville acquiert le statut de communauté de ville. Des travaux d'embellissement commencent alors, comme le pavage des rues, la construction de quais et de cales en bordure du ruisseau du Faouédic, ou encore la démolition de chaumières remplacées par des maisons calquées sur les modèles de l'Enclos. Des murailles sont érigées en 1744 pour fermer la ville, et sont mises à contribution dès septembre 1746 par un raid britannique contre la ville (siège de Lorient). Un hôpital municipal, l'Hôtel-Dieu, est ouvert en 1740 grâce au don d'une philanthrope à la ville et dès 1754 la ville et la Compagnie perpétuelle des Indes projettent la construction d'un établissement de santé commun. Celui-ci est obtenu en 1766 par la fusion de la structure municipale et d'une autre structure de la compagnie et, en 1771, il accède au rang d'hôpital de deuxième classe. La disparition de la Compagnie perpétuelle des Indes en 1769 provoque une diminution de l'ordre d'un septième de la population de la ville.
Grâce au statut de communauté de ville accordé en 1738, la ville peut envoyer des représentants au parlement de Bretagne. Elle y obtient entre 1738 à 1751 quelque 170 000 livres afin de moderniser ses installations portuaires, ainsi qu'une baisse de sa capitation (impôt par tête) entre 1746 et 1750 à la suite du raid britannique contre la ville. Le poids administratif et politique de la ville reste cependant en deçà de son poids économique et elle dépend d'autres villes proches comme Hennebont pour la justice ou d'autres aspects.

### Fin de l'ancien régime
La guerre d'indépendance américaine amène à la ville un surcroît d'activité à partir de 1775 et plusieurs corsaires utilisent la ville comme port d'attache. John Paul Jones utilise à partir de 1778 la ville et son port comme lieu d'attache pour son navire, le Bonhomme Richard et plusieurs de ses prises de guerre y sont rapatriées. Au total, 121 prises effectuées sur les Britanniques par John Paul Jones et par d'autres sont acheminées puis vendues à Lorient. À la fin de la guerre en 1783, plusieurs lignes transatlantiques sont ouvertes de Lorient vers les États-Unis.

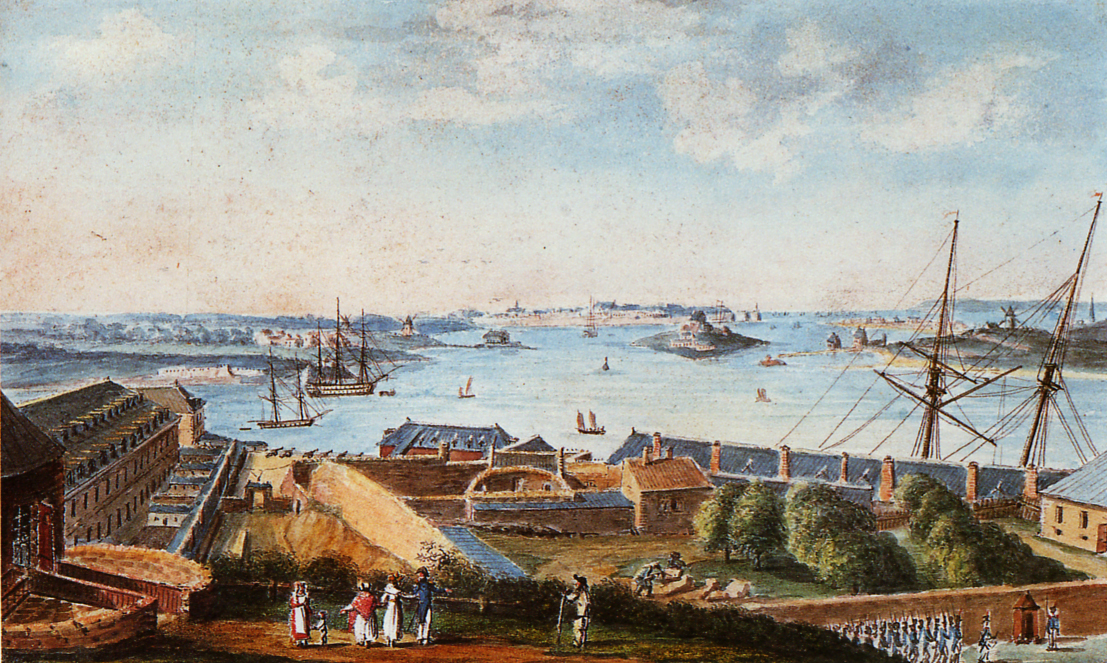
L'Enclos à la fin du XVIIIe siècle

La ville commence sa reconversion avec l'achat par le roi des installations de la Compagnie pour 17 500 000 livres tournois pour y installer sa marine. La construction navale privée se développe et, entre 1769 et 1777, l'équivalent de 13 000 tonneaux sont ainsi mis en chantier. Le tonnage construit par la Compagnie puis par la Royale ne représente plus que 39 % de la production totale lorientaise. Le commerce privé se développe dans le même temps et, entre 1769 et 1785, date de la création de la Compagnie de Calonne, Lorient compte pour 57 800 des 151 955 tonneaux armés en France. Dès 1785, à la demande de Charles Alexandre de Calonne, contrôleur général des Finances, une nouvelle compagnie commerciale est créée, la Compagnie des Indes orientales et de la Chine, qui s'installe à Lorient.
Une bourgeoisie commence à émerger et représente 6 % de la population lors de la capitation de 1788. Celle-ci est issue pour 24 % de la construction navale et pour 43,7 % du commerce. Son développement induit l'éclosion d'une vie culturelle : une salle de spectacle est ouverte en 1778 et compte 790 places. L'année suivante, la ville compte une troupe de théâtre permanente. La loge maçonnique lorientaise est influente à l'époque et compte 105 membres en 1786. Celle-ci est liée initialement à la présence de la Compagnie des Indes,.

## Époque contemporaine

### La Révolution et l'Empire
La Révolution française et les guerres contre le Royaume-Uni qui suivent mettent fin aux activités commerciales à Lorient pour près de deux décennies.
La ville est l'une des rares dans le Morbihan à soutenir la Révolution. La bourgeoisie marchande y joue un rôle important dans la diffusion de ses idées et la présence importante d'ouvriers liés à la construction joue un rôle dans la radicalisation du mouvement dans la ville. La ville acquiert grâce à son soutien à la Révolution le titre de chef-lieu de canton en 1790 ainsi qu'un bagne en 1795.
En juin 1793, la municipalité prend parti pour les Girondins contre les Montagnards, ce qui entraîne l'arrestation de son maire et l'éviction du conseil de la ville au profit d'éléments plus favorables aux Montagnards. La Terreur touche la ville en 1793-1794 et trente personnes, dont quinze prêtres réfractaires, sont exécutées.
Les campagnes du département sont agitées par une révolte paysanne qui s'estompe fin mars 1793, avant de renaître avec l'arrivée du général Georges Cadoudal, chouan, au printemps 1794 et avec les conséquences de l'expédition de Quiberon de l'été 1795. Les activités commerciales du port continuent jusqu'à la mise en place du blocus britannique en 1793. À partir de cette date, la construction maritime pour le compte de la République prend le relais des activités de la ville. Ainsi, entre 1793 et 1815, 96 nouveaux navires sont mis en chantier et 86 sont mis en service.
Le Consulat, puis le Premier Empire, fournissent à la ville de nouvelles structures administratives. Ainsi Lorient devient chef-lieu d'arrondissement et chef-lieu du quatrième arrondissement maritime en 1800. Un tribunal de première instance est installé la même année. Un Conseil du commerce est attribué à la ville en 1801, qui aboutit à la création d'une chambre du commerce en 1807.
La ville s'étend en absorbant le faubourg de Kerentrech en 1791 puis celui de Merville en 1808.

### De la Restauration au Second Empire

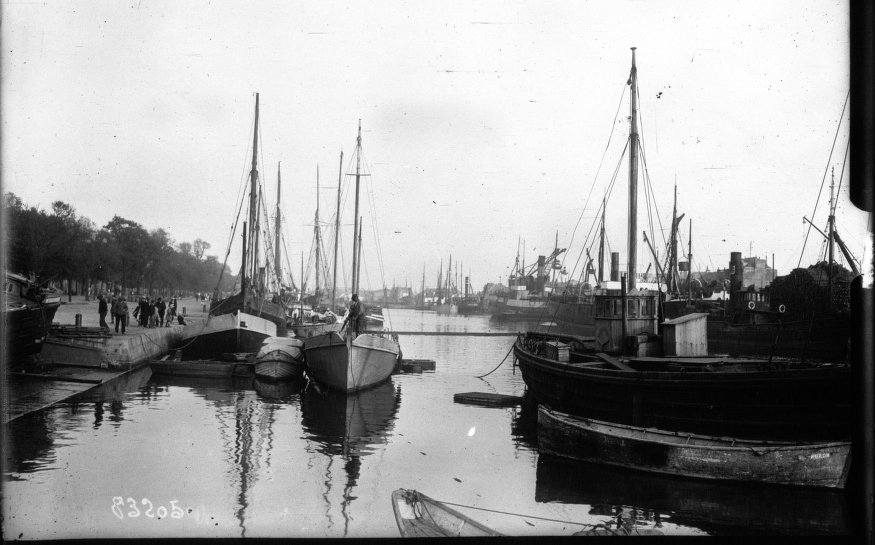
Le bassin à flot, ici en 1920, construit entre 1839 et 1848

Les activités maritimes de la ville déclinent au début du XIXe siècle et l'arsenal comme le port de guerre tournent à bas régime pendant une période qui s'étend jusqu'à la Restauration et la Monarchie de Juillet. Lorient se tourne alors vers des activités administratives : un lazaret est créé en 1823 sur l'île Saint-Michel et une caserne en 1839. La ville reste cependant dépendante des activités de la marine jusqu'au tournant des années 1860-1880. La chambre de commerce essaie sans succès et à plusieurs reprises d'obtenir des financements auprès de l'État pour mettre en place un port de commerce transatlantique en vue de diversifier les activités de la ville. Un bassin à flot et un avant-port sont construits entre 1839 et 1848. Mais en 1860 Lorient n'est que le 26e port commercial de France et la ville commence à se tourner vers le commerce agricole.
La morphologie de la ville évolue. L'intra-muros est totalement bâti en 1833 et l'extension à l'ouest du Faouëdic est décidée entre 1857 et 1861. Le quartier de la Nouvelle-Ville est alors construit à partir de 1873 et double la superficie de la cité.
La ville reçoit en 1822 un cours secondaire qui préfigure un collège puis un lycée. Des cours de préparation au concours de l'École navale y sont dispensés et rapidement son principal, Louis-Antoine Dufilhol, y ajoute des préparations au concours de l'École polytechnique. En 1853, le collège accueille 350 élèves et l'on y prépare Polytechnique, Navale, Saint-Cyr ou Normale sup. En 1840 et 1860, le collège forme ainsi 187 admis à Saint-Cyr, 314 à Navale et de futurs polytechniciens comme Guieysse ou Dupuy de Lôme. Une école d'application du génie maritime est également créée en 1827, et trouve des applications à l'arsenal.

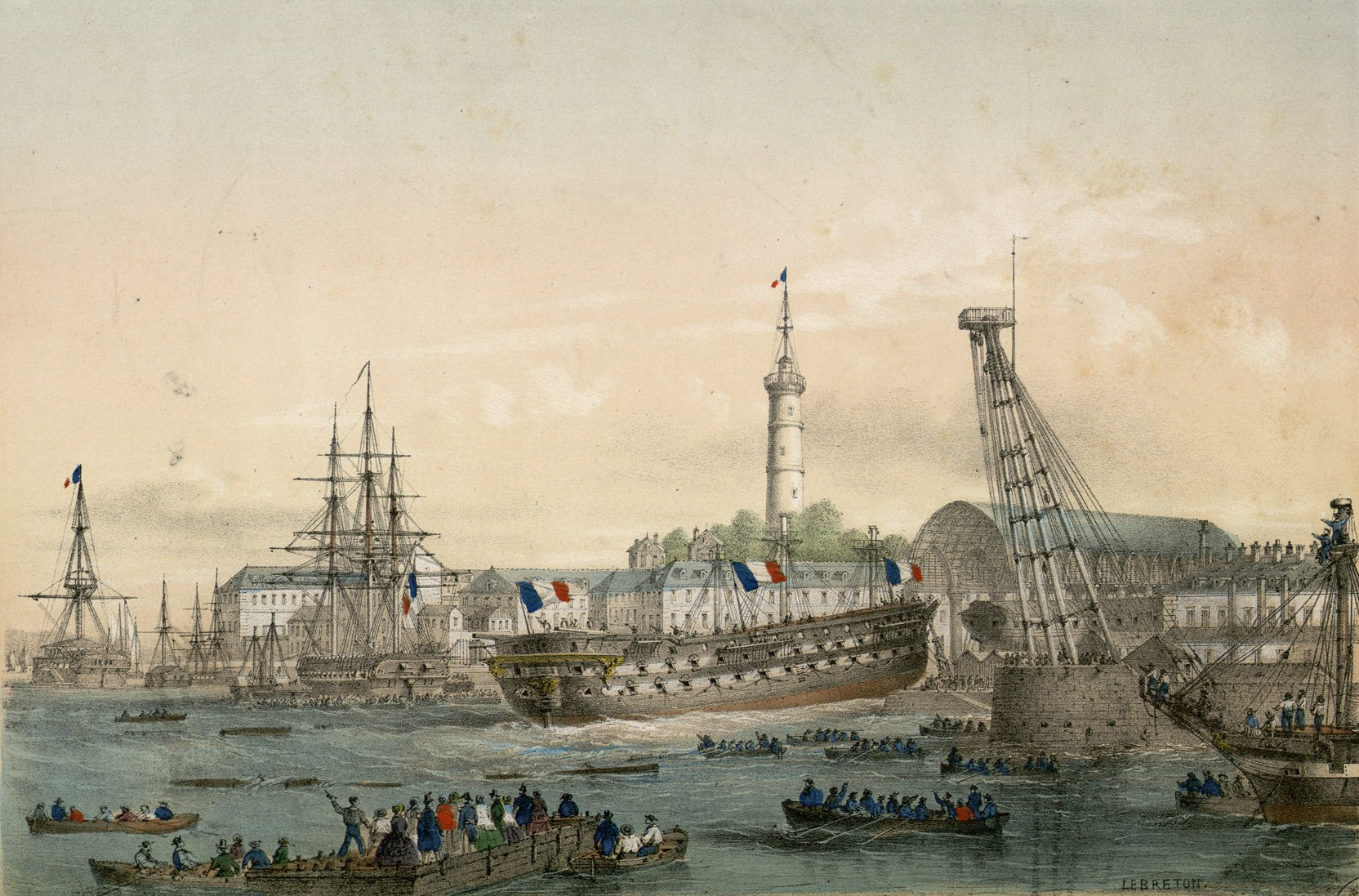
L'espace de l'Enclos dans les années 1860

La ville se modernise dans le deuxième quart du XIXe siècle : l'arsenal commence sa rénovation avec l'ouverture d'une première cale couverte et d'une première forme de radoub en 1825, une usine de conserves de sardines utilisant la méthode Appert ouvre en 1825 et une usine à gaz ouvre en 1845. L'arrivée de la machine à vapeur dans la deuxième moitié du XIXe siècle permet aux ports de relancer leurs activités. Une première locomotive franchit le Scorff en 1865 sur un viaduc construit pour l'arrivée du chemin de fer. La première forme de radoub est agrandie et une deuxième est ouverte en 1861. La même année, la frégate cuirassée La Couronne sort de l'arsenal, suivie en 1876 et 1879 des cuirassés La Dévastation et Le Redoutable, la ville ayant déjà construit les deux premiers vapeurs à aubes de la marine : l'Africain en 1818 et le Voyageur en 1819.
Socialement, la ville reste majoritairement ouvrière. En 1839, la ville ne compte que 840 électeurs censitaires et, en 1848, l'arsenal regroupe 60 % des électeurs. Aux élections présidentielles de 1848, Cavaignac obtient 66 % des voix, Ledru-Rollin 23 % et Bonaparte 12 %,, ce qui n'empêche pas la ville de voter pour Bonaparte lors du plébiscite de 1851, d'approuver la mise en place du Second Empire l'année suivante et de voter à 73 % pour lui au Plébiscite du 8 mai 1870.

### La ville sous la Troisième République

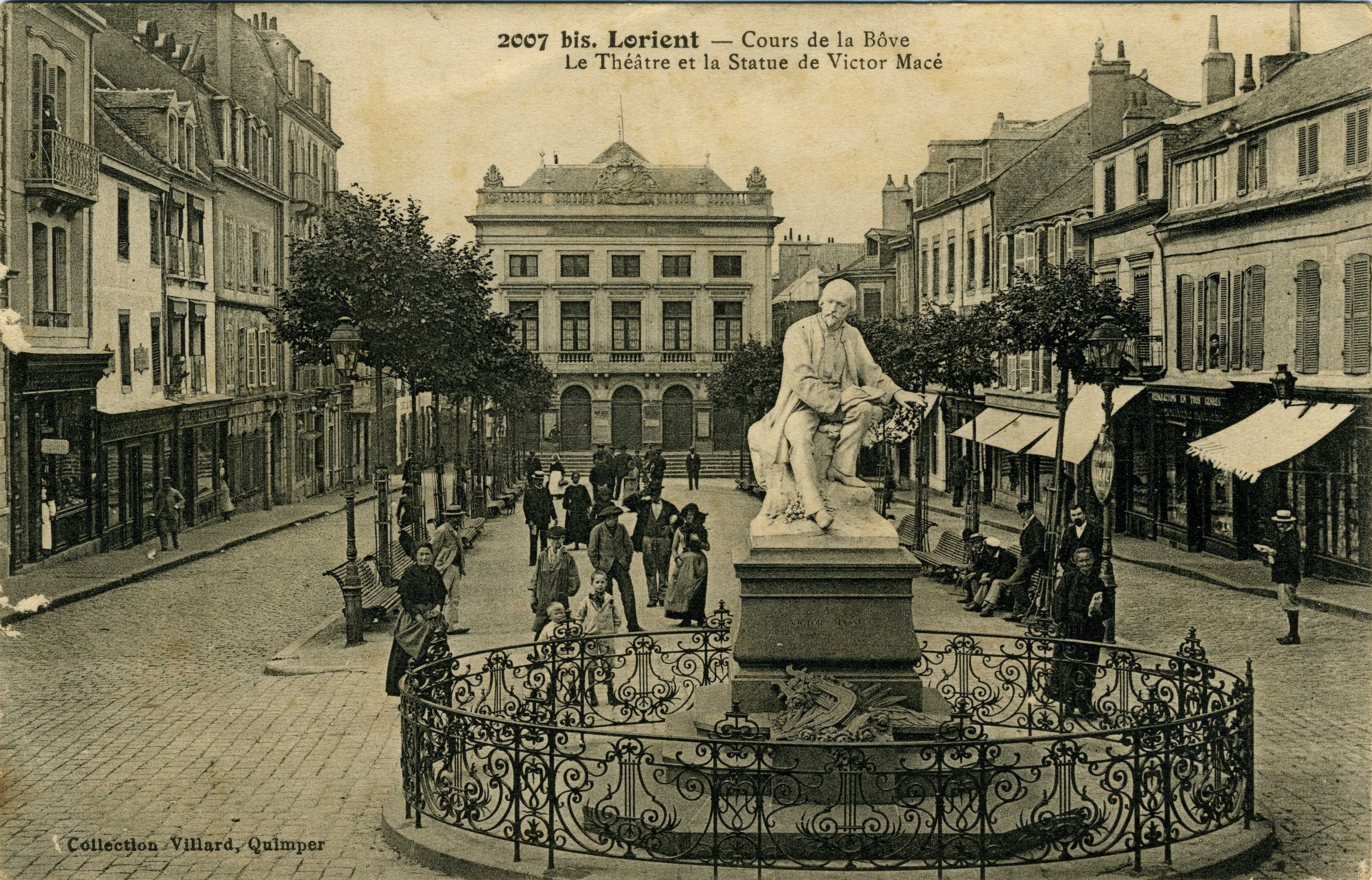
Le cours de la Bôve en 1907

La morphologie de la ville évolue de nouveau à cette époque. Les fortifications sont peu à peu démolies : les remparts sont abattus en 1906, l'année suivante les portes du Morbihan et de Plœmeur construites en 1745 le sont également. Les transports sont développés avec, en 1901, la mise en service d'un tramway et d'une liaison maritime avec Groix, suivies en 1904 par la construction du pont du Bonhomme entre Caudan et Kervignac et par celui de Kermelo en 1913. Une sous-préfecture et un tribunal du commerce sont construits en 1901, suivis en 1902 par une salle des fêtes, en 1906 par l'hôpital Bodelio, en 1924 par le parc des sports et en 1935 par une gare routière.
Politiquement, contrairement au reste du département, la ville est dirigée par des maires de gauche pendant cette période et connaît les oppositions entre radicaux-socialistes et socialistes. Les municipalités sont anticléricales, ce qui aboutit à l'interdiction des processions religieuses en 1898. La politique du radical Émile Combes, qui interdit l'usage du breton pour les sermons, amène le développement d'un mouvement breton dans la ville. Les années 1930 sont plus lourdes, avec les effets de la crise économique qui touchent fortement la ville. Le nombre de chômeurs passe de 927 en 1929 à 1 952 en 1930. Le climat politique se tend, l'opposition entre les milieux de gauche de la ville et les Croix-de-feu, d'ailleurs dirigées à l'époque par un natif de la ville, François de La Rocque, aboutissent à des manifestations violentes en 1934 et 1936.
L'arsenal et la rade de Lorient sont modernisés et la ville redevient un port militaire. En 1889, les ateliers passent de la fonte à l'acier moulé, une usine électrique est construite en 1894 et une forge électrique l'année suivante. En 1900, les travaux entrepris rendent navigable la rade pour les plus grands cuirassés de l'époque comme le Mirabeau lancé en 1908. Une grue Titan de 150 t est ajoutée au port en 1912 et de 1919 à 1922 est creusé un troisième bassin.
La ville développe une activité commerciale avec le Pays de Galles, d'où est importé le charbon pour les machines à vapeur de la ville et vers lequel est exporté du bois de pin maritime pour l'étayage des mines galloises, ce qui permet à la ville d'équilibrer la balance de son commerce. Ce commerce s’effondre cependant vers la fin des années 1920 et la ville doit se tourner vers les exportations sardinières.

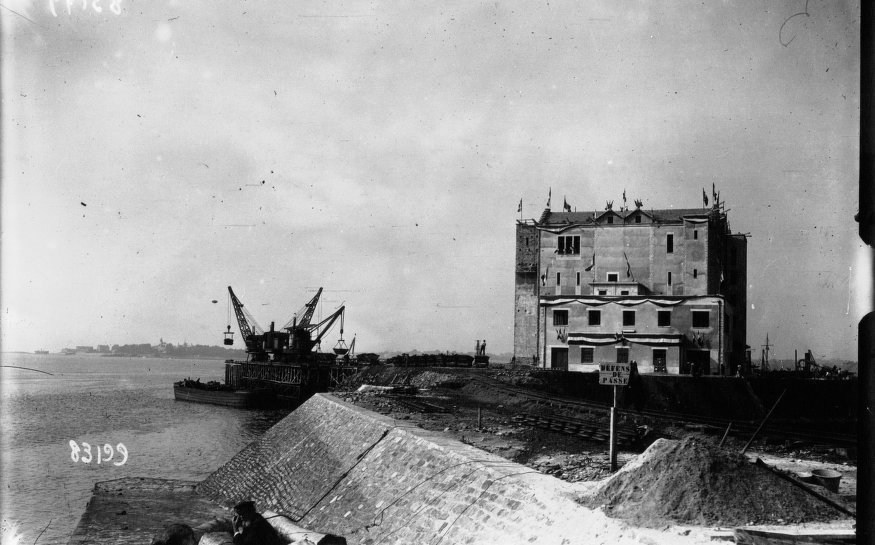
Keroman en construction en 1920

La pêche commence à se développer avec la création de la criée municipale en 1889 reliée aux chemins de fer en 1906 et l'arrivée du premier chalutier à vapeur en 1900. Dès 1909, le trafic lorientais égale celui des trois ports de Douarnenez, Pont-l'Abbé et Concarneau réunis, mais son développement connaît un coup d'arrêt lors de la Première Guerre mondiale avec la réquisition des chalutiers par l'armée. Un projet de l'ingénieur Henri Verrière obtient un financement de plus de trente millions de francs de la part de l'État et les travaux ont lieu de 1919 à 1927. Il prévoit l'aménagement de l'anse de Keroman avec 1 530 m de quais, un plan d'eau de 7,90 ha, ainsi que plusieurs bâtiments dont un frigorifique. Ces travaux permettent d'augmenter de 50 % le volume de poissons pêchés de 1926 à 1939, mais les conserveries sont touchées par la crise et ont du mal à écouler la production.

### La Première Guerre mondiale
Le Grondin, un chalutier à vapeur de Lorient, fut attaqué le 8 avril 1917 par un sous-marin allemand, m aïs, armé, parvint à le couler. Le même chalutier sauva le 9 août 1917 les 37 hommes d'équipage du vapeur portugais Berlinga, torpillé ; puis le 26 août 1917, 13 des 60 hommes d'équipage du grand cunarder Volodia ; le 29 novembre 1917 il recueillit 21 naufragés du Jeanne Conseil et 3 du voilier Notre-Dame-de-Rostrenen ; enfin le 8 janvier 1918 il sauva 24 hommes du vapeur Voltaire II.
Plusieurs chalutiers lorientais furent victimes de mines (la Providence, le Saint-Corentin, la Stella) ; l' Eider coula à la suite d'un abordage.

### La Seconde Guerre mondiale

#### La ville dans la guerre
La période de la drôle de guerre est marquée à Lorient par une désorganisation de la ville. De nombreux fonctionnaires sont envoyés sur le front et les moyens de transports ainsi que les chalutiers sont réquisitionnés par l'armée, alors que les premières restrictions officielles sont imposées en janvier 1940. Le préfet maritime de la ville est chargé de la défense des côtes et du trafic maritime de la cinquième région, zone qui s'étend de la pointe de la Torche jusqu'à la frontière espagnole. La ville de Lorient sert de base de repli face à l'avancée allemande en juin 1940. L'or des banques nationales belge et polonaise est évacué par son port les 17 et 18 juin 1940. Le même jour, l'amiral Darlan, alors replié à Bordeaux, ordonne aux forces locales de résister à l'avancée allemande. Le 19 juin, le chalutier La Tanche explose sur une mine marine en tentant de fuir la ville avec les derniers réfugiés, faisant plus de 200 morts. Le vice-amiral Penfentenyo, qui est chargé de la défense de la ville, applique la politique de la terre brûlée : les cuves de mazout des ports de la ville sont incendiées, les munitions sont noyées dans la rade, et les portes des bassins de radoub de l'arsenal sont dynamitées. Le 21 juin 1940 les troupes allemandes qui se sont regroupées à Quimperlé attaquent Guidel. La ville de Lorient tombe le même jour.
Les pertes causées aux convois alliés par les « loups gris » de Dönitz lors de la bataille de l'Atlantique les obligent à réagir. Un raid américain est lancé sur la base le 12 octobre 1942 pour tester la solidité des bunkers, et les dégâts infligés restent minimes. Churchill ordonne alors le 14 janvier 1943 de détruire les villes entourant ces bases, de manière à limiter leur approvisionnement. Lorient est désignée comme la cible prioritaire et la ville est rasée par plus de 4 000 tonnes de bombes entre le 14 janvier et le 17 février 1943. Seules les bases de Keroman sont intactes, alors que dans la ville où a été donné l'ordre d'évacuation le 3 février, 3 500 immeubles sont détruits ; on y dénombre 230 morts.
La Résistance se développe aussi sur le chantier de la base et autour de celui-ci. Des relevés géologiques sont truqués pour ralentir les travaux dès décembre 1940. Les plans de la base sont communiqués à Londres dès décembre 1941 par un ingénieur de l'arsenal, Alphonse Tanguy. Le directeur adjoint de l'arsenal, Jacques Stosskopf, communique aux Alliés les mouvements des U-boote. Dans l'enceinte de l'arsenal, dix-huit actions sont officiellement recensées de décembre 1940 à janvier 1944. Dans la ville et ses environs, les sabotages se multiplient à partir de juillet 1943, de même que des actes de résistance passive comme des manifestations.

#### La base de sous-marins de Keroman
Au début du mois de juin 1940, le vice-amiral Karl Dönitz envoie des officiers de son état-major inspecter les ports de la côte française pouvant servir de base pour ses sous-marins et il se rend à Lorient le 23 juin 1940. Il décide d'y établir son quartier général ainsi que la 2e flottille de U-boot le 28 juin 1940 et s'installe le 16 octobre 1940 dans une villa du quartier de Kernével à Larmor-Plage, face à la presqu'île de Keroman. Des ouvriers allemands venant de la base de Wilhelmshaven partent dès la fin juin pour rejoindre la ville et effectuent des réparations sur place à partir du 2 août. La rade est inspectée pour contrer le risque de mines magnétiques et le port est déclaré ouvert le 6 juillet. Un premier U-boot, le U-30, arrive pour faire un ravitaillement le jour suivant. Des travaux de remise en état des infrastructures portuaires sont entrepris et certaines, comme le slipway du port de pêche, sont renforcées pour permettre leur utilisation par des sous-marins.

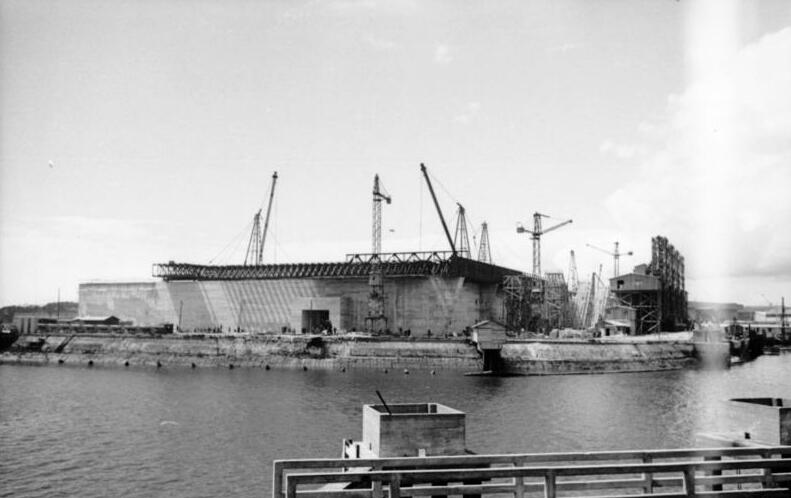
La base sous-marine de Lorient en construction en 1942

Le site de la presqu'île de Keroman est choisi pour accueillir une base de U-boot. Le projet est structuré autour d'un slipway, les sous-marins étant mis au sec dans les alvéoles. Il est retenu par Hitler et les travaux débutent en janvier 1941. Les premiers travaux sont lancés en janvier 1940, et dès mai 1941 deux Dom-Bunkers sont inaugurés autour du slipway du port de pêche. La construction de la base de Keroman I est commencée en février 1941 et celle de Keroman II trois mois plus tard, en mai. Keroman I est inauguré le 1er septembre 1941, et Keroman II en décembre de la même année. À Lanester, un bunker d'abri pouvant accueillir deux U-boot est construit à partir de novembre 1940 et inauguré le 1er octobre 1941. Près d'un million de mètres cubes de béton sont utilisés pour construire la forteresse, ce qui représente près du quart du béton travaillé en France pour l'effort militaire allemand, ainsi que 40 000 m3 de bois de coffrage.

#### La poche de Lorient et la libération
La Bretagne commence à être libérée par les Alliés dès août 1944 et la ville de Brest se rend mi-septembre. Le coût humain pour les Alliés est élevé, plus de 10 000 soldats sont blessés ou tués. Les villes de Lorient et de Saint-Nazaire n'ont plus la même priorité stratégique, et l'US Army n'y dénombre que 32 morts jusqu'à la fin du conflit. Les premiers G.I.s arrivent au nord des défenses de la ville le 7 août. La veille, la Royal Air Force a tenté sans succès de détruire un toit d'un des bunkers de Keroman en y lâchant une bombe de six tonnes. Dans la poche, quelque 25 000 soldats organisent leur défense. Les bunkers de Keroman sont réaménagés en hébergements et la base d'aéronautique navale de Lann-Bihoué continue d'assurer la liaison avec l'Allemagne jusqu'au 8 août 1944. La poche de Lorient résiste pendant neuf mois aux attaques, et la reddition n'est obtenue que le 10 mai 1945.

### La reconstruction
90 % du bâti de la ville intra-muros est détruit lorsque celle-ci est rendue à la France : (4 095 bâtiments sont détruits à Lorient et Keryado, 3 245 autres dont les réparations sont urgentes. La date tardive de sa libération l'empêche de bénéficier des premiers fonds débloqués par le ministère de la Reconstruction et de l'Urbanisme et la municipalité doit instaurer un système de permis de séjour pour limiter le nombre d'habitants. Lors de l'hiver 1945 on dénombre ainsi 8 000 habitants et 6 500 ouvriers travaillant à la reconstruction, la plupart logeant dans des habitations provisoires. En 1946, on compte 436 baraques réparties dans onze zones d'implantation ; en 1947, le nombre de lieux d'implantation est porté à 29 et, en 1948, ce nombre est encore augmenté. En 1961, on compte encore 856 logements en bois à la périphérie de la commune et 1 062 autres extra-muros.
Les modalités de la reconstruction sont discutées entre la municipalité et les habitants, ainsi qu'avec l'architecte urbaniste Georges Tourry. Il est décidé de préserver les courants commerciaux préexistants, tout en procédant à des remodelages concernant la largeur des rues, la localisation de certains bâtiments, ainsi que la hauteur des immeubles. Le plan est approuvé le 13 janvier 1946 par la municipalité et celle-ci pose le problème du remembrement dès le 7 mars 1946. Celui-ci se poursuit jusqu'en 1947, alors que le comité national de l'urbanisme accepte le plan de reconstruction le 19 décembre 1946. La ville doit faire face aux difficultés du financement de la reconstruction : les remboursements dus au titre des dommages de guerre ne couvrent que la valeur du bien et non celui de sa reconstruction, la ville n'obtient par ce biais que 70 % des sommes nécessaires.
Les 1 700 000 m3 de gravats servent à combler l'anse de Kergroise, ce qui permet de fournir à la ville un port en eau profonde, ainsi qu'une partie du bassin à flot pour fournir un espace public à la population. Une série de bâtiments est construite à partir des années 1950 : le cinéma « Le Royal » ouvre en 1951, suivi en 1952 par l'école de Merville, par celle de Bisson en 1954, alors que le lycée Dupuy-de-Lôme ouvre l'année précédente. Le parc des sports est ouvert en 1958, la même année que le pont d'Oradour et, en 1960 l'hôtel de ville, puis les halles de Merville en 1964.

### Sous la Cinquième République

#### Développement et crise

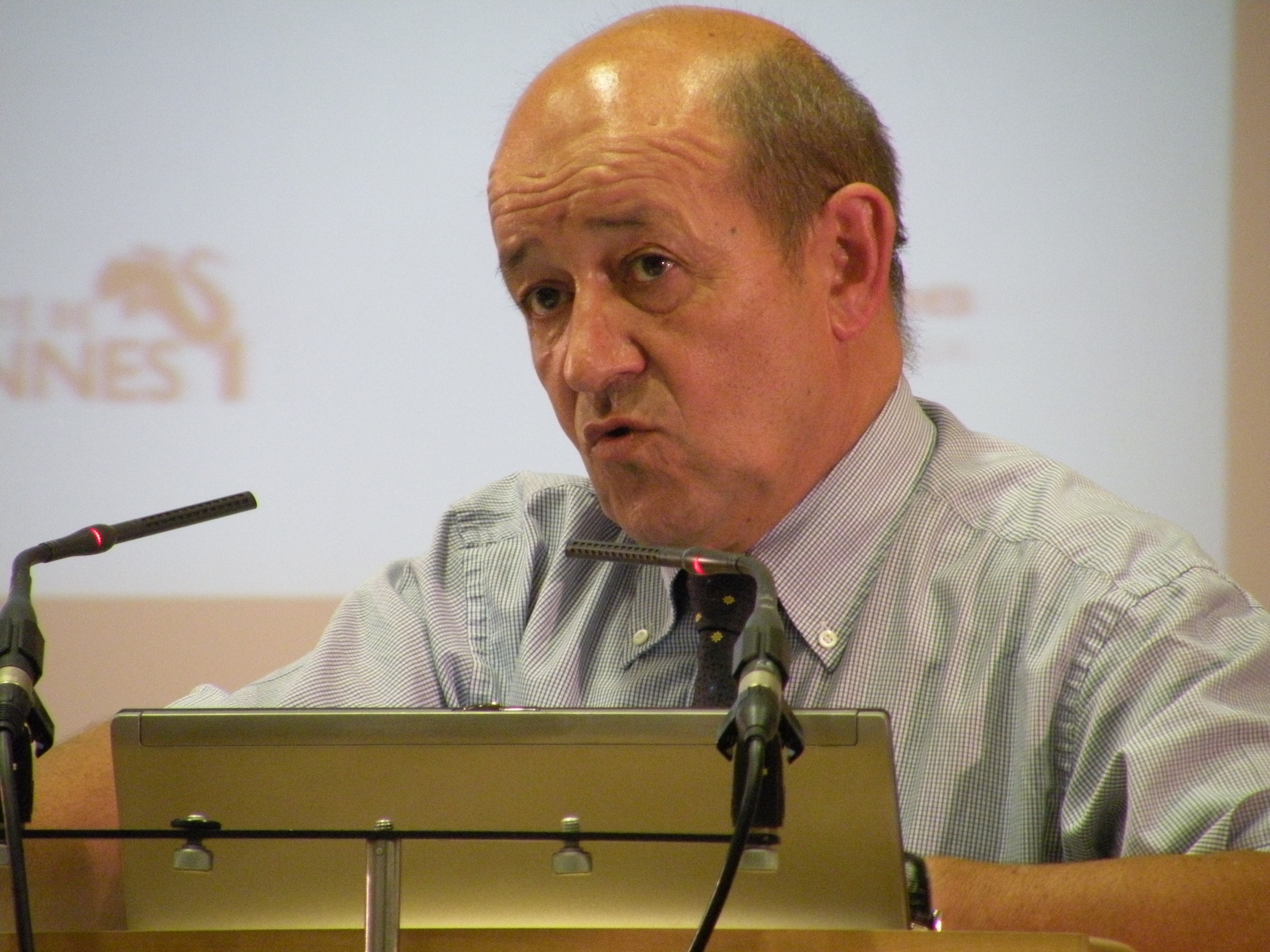
Jean-Yves Le Drian, maire de 1981 à 1998, participe à la mise en place de l'agglomération de Lorient.

La ville s'étend en mettant en construction de nouveaux quartiers dans les années 1960. Les zones d'habitations à loyer modéré Kerguillette, Kervenanec et Bois-du-Château sont mises en chantier en 1966, et sont achevées en 1971. En 1962, le conseil municipal vote en faveur du rattachement de la commune voisine de Larmor-Plage, mais celui-ci échoue en 1965. Dans le même temps, commence à se mettre en place une administration liant les communes bordant la ville. Le « syndicat intercommunal à vocation multiple (SIVOM) » est créé en 1974. Il regroupe Caudan, Lanester, Lorient, Larmor-Plage, Plœmeur et Quéven. En 1990 il est remplacé par le « District du pays de Lorient » et dans la décennie suivante onze nouvelles communes y adhèrent. Une communauté d'agglomération prend la suite à partir de 2000 et prend le nom de Cap l’Orient.
Lorient reste politiquement à gauche et le parti socialiste fournit la plupart des maires à deux exceptions près : le communiste Charles Le Samedy dirige la ville de 1951 à 1953 après avoir mis le précédent maire, Julien Le Pan, en minorité au conseil et provoqué une élection anticipée et Louis Glotin, le seul maire de droite de l'histoire de la ville, est au pouvoir de 1959 à 1965 en profitant d'une division de la gauche à l'époque. Les élections présidentielles donnent des résultats différents, de Gaulle ayant 66,56 % des votes en 1965, Pompidou remportant le plus de voix en 1969, comme Giscard d'Estaing en 1974.
Les axes routiers reliant l'agglomération à d'autres villes bretonnes sont développés dans les années 1970. Le plan routier breton induit la construction de la route nationale 165 vers Nantes et Brest et de la route nationale 24 vers Ploermel puis Rennes. La base aérienne de Lann-Bihoué ouvre sa première liaison vers Paris en 1961. En 1991, la gare de Lorient accueille ses premiers TGV.
Les activités portuaires continuent à se développer. Le port de commerce de Kergroise est aménagé pour recevoir des navires de plus fort tonnage, il est agrandi, ce qui permet au trafic commercial d'augmenter de 90,9 % de 1965 à 1975. 365 millions de francs sont investis de 1968 à 1983 pour porter la longueur du quai à 1 000 m. Le port de pêche de Keroman voit sa flotte se moderniser progressivement : le premier chalutier en acier est acheté en 1958 à un chantier de Saint-Malo, en 1962 la ville reçoit pour la première fois en France un chalutier pêchant par l'arrière, une chaîne de débarquement avec tapis-roulant est ouvert en 1956, une nouvelle criée est ouverte en 1975, et 190 m de quai sont ajoutés entre 1975 et 1976. La plaisance commence à se développer : en 1975, le club nautique de Lorient regroupe quelque cent-quinze bateaux situés dans l'ancien avant-port, et en 1986 une maison de la mer est ouvert le long de celui-ci. La base sous-marine de Lorient est réutilisée par la Marine nationale jusqu'au 11 février 1997 avant d'être rendue à des activités civiles. La ville entre alors dans une période de crise causée par le ralentissement des activités du port de pêche de Keroman et par la fermeture de la base sous-marine.

#### Reconversions récentes

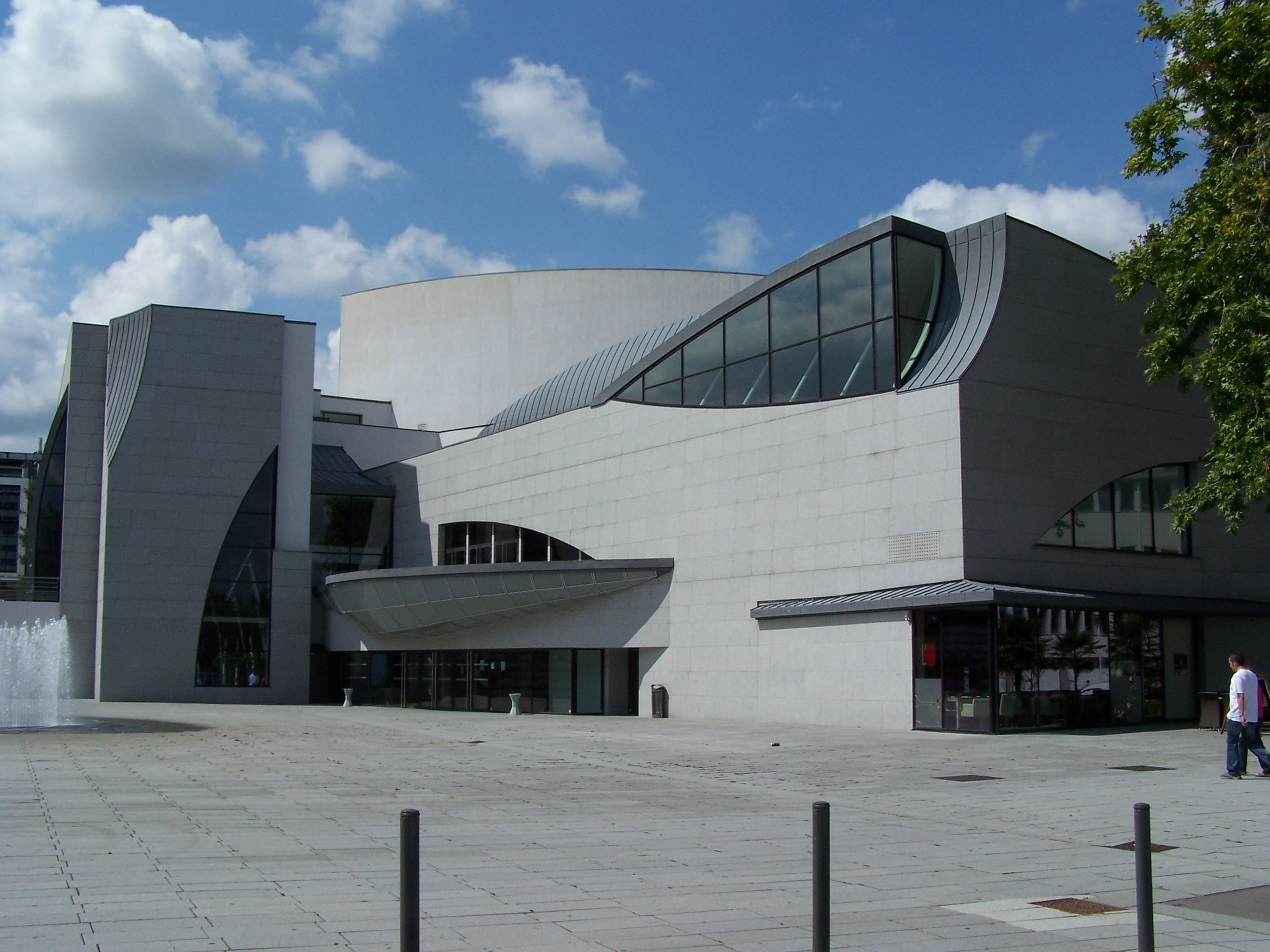
Le grand théâtre, inauguré en 2003.

La ville bénéficie de fonds de la Communauté économique européenne pour assurer sa reconversion industrielle et pour faire face aux restructurations militaires pendant les années 1980 et 1990. Il se crée alors plus d'emplois qu'il n'y en a de détruit entre 1980 et 1995.
La zone du quai de Rohan connaît une refonte sous l'impulsion de l'architecte Roland Castro à partir de la fin des années 1990. Le site de l'Enclos du port, récupéré par la municipalité lors du départ de la Marine nationale, connaît lui aussi un projet de redéveloppement à partir de la fin des années 2000.
La ville s’enrichit de nouvelles installations comme une nouvelle bibliothèque municipale dans la zone de l'Orientis ouverte en 1992 ou un grand théâtre inauguré en 2003 à proximité de la mairie. Sur l'ancien site de la base sous-marine s'installent en 2007 la Cité de la voile Éric Tabarly et un pôle de course au large. Un pôle image est aussi créé au niveau de l'Enclos du port qui accueille dès septembre 2000 la chaine TV Breizh et qui sert de noyau de développement à un secteur d'activité plus large en attirant d'autres sociétés du même type : quatre des seize sociétés de production audiovisuelles présentes en 2000 en Bretagne sont alors localisées à Lorient.
Le rayonnement de la ville grandit grâce à plusieurs événements. L'université de Bretagne-Sud est ouverte en 1995 après l'implantation d'un premier IUT en 1975. En 1998, le Football Club Lorient-Bretagne Sud accède pour la première fois en Ligue 1 et s'y maintient à partir de la seconde moitié des années 2000. Le Festival interceltique de Lorient connaît une montée en puissance et devient l'un des plus grands festivals français à partir des années 1990.